# Lorenzo Toncini
Lorenzo Toncini (erroneamente Tancini) (Caorso, 10 agosto 1802 – Piacenza, 1884) è stato un pittore italiano.

## Biografia
Allievo di Giuseppe Gherardi all'Istituto d'arte Gazzola di Piacenza, si trasferì a Roma per studiare quasi dieci anni all'Accademia di San Luca sotto Gaspare Landi. Stabilitosi a Milano, eseguì commissioni, tra gli altri, dal conte Prospero Frissino, per il quale eseguì una Morte del duca Pier Luigi Farnese, che fu premiato a Londra, e dal conte Carlo Scotti-Douglas di Vigoleno, per il quale dipinse una Madonna di Caravaggio e un San Carlo Borromeo comunica gli appestati da collocare nella parrocchiale di Borgo Trebbia, una frazione di Piacenza. 
Tornato a Piacenza nel 1830, fu nominato consigliere e professore dell'Accademia Ducale di Belle Arti di Parma e insegnò pittura all'Istituto Gazzola di Piacenza dal 1839 al 1872. Oltre ai suoi doveri di insegnante, dipinse principalmente ritratti: tra questi, un Ritratto del conte Antonio Parma. Fu anche incaricato dagli Ospizi civili di Cortemaggiore di dipingere una Risurrezione di Cristo che attualmente si trova nella cappella del Santissimo Sacramento della  Basilica di Santa Maria delle Grazie a Cortemaggiore. 
Nel 1873 lasciò l'insegnamento e si ritirò ad Alessandria, presso parenti che poi lo fecero interdire per sopraggiunta infermità mentale.
Tra i suoi allievi vi furono Stefano Bruzzi, Francesco Ghittoni e Giovanni Bernardino Pollinari, che pubblicò una sua biografia postuma.